# Zsírsavak szacharóz-észterei
A zsírsavak szacharóz-észterei alatt általában növényi eredetű zsírsavak szukrózzal (szacharóz) alkotott észtereit értjük. A zsírsavak általában növényi eredetűek, de az állati eredet sem zárható ki. Az állati eredetről kizárólag a gyártó adhat felvilágosítást, ugyanis ezek a növényi és állati eredetű zsírsavak kémiailag tökéletesen megegyeznek.

## Élelmiszeripari felhasználásuk
Emulgeálószerként és stabilizálószerként, számos élelmiszerben megtalálhatók E473 néven. Általában margarinban, módosított keményítőt tartalmazó élelmiszerekben, sütőporokban, teában, kávéban és gyümölcsök héján fordulhatnak elő.

## Egészségügyi hatások
Napi maximum beviteli mennyisége 16 mg/testsúlykg. Allergén és toxikus hatások nem ismertek. A szervezetben más zsírokhoz hasonlóan lebomlanak.